# 尾紋歧鬚鮠
尾紋歧鬚鮠，為輻鰭魚綱鯰形目倒立鯰科的其中一種，為熱帶淡水魚，分布於非洲尼羅河下游流域，體長可達20.4公分，棲息在底中層水域，生活習性不明。